# Nisekoi – Cặp đôi giả tạo
Nisekoi – Cặp đôi giả tạo (ニセコイ n.đ.: "Tình yêu giả tạo") là manga hài lãng mạn được viết và minh họa bởi Komi Naoshi. Nisekoi lần đầu tiên được xuất bản dưới dạng one-shot manga ở cuốn tạp chí Jump NEXT! của nhà xuất bản Shueisha trước khi được đăng lên Weekly Shōnen Jump. Ngày 26 tháng 11 năm 2012, Nisekoi đã được dịch sang tiếng Anh và xuất bản trên tạp chí điện tử của Viz Media, Weekly Shonen Jump. Trong tháng 1 năm 2014 series này đã được biên soạn thành 10 tập tankōbon tại Nhật Bản, trong khi đó bản tiếng Anh đang được xuất bản và in ra bởi Viz Media. Không chỉ vậy, một cuốn tiểu thuyết dựa trên nguồn cảm hứng từ manga đã được ra mắt với tiêu đề Nisekoi: Urabana, do Tanaka Hajime viết và được Nhà xuất bản Shueisha phát hành. Tiểu thuyết đã có 2 tập được xuất bản vào ngày 4 tháng 6 và ngày 28 tháng 12 năm 2013. Tại Việt Nam, Manga được Nhà xuất bản Kim Đồng mua bản quyền và dự kiến phát hành vào ngày 18 tháng 8 năm 2025.
Vào tháng 5 năm 2013, đã có thông báo chính thức về việc sản xuất anime Nisekoi dựa trên tác phẩm tiểu thuyết cùng tên. Bộ anime do đạo diễn Shinbo Akiyuki và hãng phim Shaft thực hiện, chính thức lên sóng từ 11 tháng 1 năm 2014. Mùa thứ hai của bộ anime bắt đầu phát sóng từ tháng 4 năm 2015.
Vào ngày 1 tháng 4 năm 2015, hãng phim Shaft bất ngờ tung ra thông tin về sự hợp tác giữa Nisekoi và Monogatari. Một hình ảnh và một đoạn video giới thiệu ngắn đã được công bố trên website chính thức của Nisekoi, tuy nhiên nhiều người cho rằng đây chỉ là một trò đùa ngày cá tháng tư của hãng và sự thật là không có một màn hợp tác nào cả.

## Cốt truyện
Nisekoi kể về chuyện tình tay ba xoay quanh Ichijō Raku, Kirisaki Chitoge và Onodera Kosaki. Raku là con trai của ông trùm băng đảng yakuza tên Shuei-gumi và cậu đang thầm thích bạn học cùng lớp Kosaki. Trong ngày đầu tiên đi học, một cô gái đã nhảy qua bức tường để vào kịp giờ học, và không may đạp đầu gối vào mặt Raku. Sau khi xin lỗi, cô liền vội chạy đi. Một lúc sau, ở trong lớp học, Raku mới nhận ra rằng mình làm rơi mất kỷ vật là chiếc ổ khóa của cô bé đã trao tặng cách đây 10 năm với lời hứa: "Cậu giữ khóa... Tớ giữ chìa... Sau khi chúng ta xa nhau rồi, cậu phải luôn cẩn thận mang theo nó nhé... Khi lớn lên, nếu cậu thấy có ai đó cầm chìa, hãy mở khoá...Và cùng kết hôn nhé...", mà Raku đang hi vọng rằng Kosaki có thể là người đang giữ chiếc chìa khóa. Ngay khi nhận ra Chitoge - học sinh mới chuyển vào lớp mình - là cô gái đạp mình, hai người cãi nhau dữ dội và Raku đã bắt Chitoge phải tìm lại kỷ vật của mình. Họ bắt đầu trở nên ghét nhau.
Một hôm, Raku về nhà và được tin rằng các thành viên của Shuei-gumi và băng gangster có tên là Beehive đang xung đột lẫn nhau, nếu không giải quyết rất có thể sẽ xảy ra trận chiến tan hoang thành phố. Trước tình hình đó, hai thủ lĩnh của Shuei-gumi và Beehive vốn là bạn cũ của nhau và không muốn đại biến xảy ra, đã bắt hai đứa con của mình giả vờ hẹn hò với nhau để xoa dịu hai bên. Raku buộc phải làm bạn trai giả của con gái thủ lĩnh băng Beehive, nhưng không ngờ cô gái đó chính là Chitoge. Hàng ngày ở trên trường cũng như khi đi với nhau, vì bị theo dõi rất gắt, Raku và Chitoge phải miễn cưỡng đóng giả thành cặp đôi đang yêu nhau thắm thiết, nhằm giữ mối quan hệ hòa bình của hai băng đảng. Điều này đã trở thành thách thức lớn cho Raku, khi phải giả vờ làm người yêu với người mình ghét là Chitoge, lại không thể tỏ tình với người mình thích là Kosaki, và cũng không biết giải thích thế nào với các bạn cùng lớp. Chitoge và Kosaki sau đó cũng kết bạn với nhau. Kosaki cũng thích Raku nhưng quá nhút nhát để thổ lộ, đồng thời cô luôn nghĩ là Raku và Chitoge thích nhau dù cô biết họ chỉ là cặp đôi giả vờ. Một vài nhân vật nữa xuất hiện làm phức tạp thêm tình hình, gồm có một vệ sĩ của Chitoge, một nữ sát thủ, một cô gái nhận mình là vợ chưa cưới của Raku, và sự tồn tại của nhiều chiếc chìa khóa. Một cô gái nữa là người thân quen từ bé của Raku cũng nhập cuộc.
Lâu dần theo thời gian, Chitoge cũng đã không còn ghét Raku nữa và bắt đầu thích cậu. Còn với Raku, dù đang thích Kosaki nhưng cậu cũng đã nhận ra mình có tình cảm dành cho Chitoge. Khi Chitoge vô tình biết rằng Raku và Kosaki đã thích nhau (đơn phương) từ khi họ học sơ trung, cô cố gắng ủng hộ họ bằng cách rời Nhật Bản và chạy trốn. Việc này khiến Raku, Kosaki và những người khác đi tìm Chitoge. Trong chuyến đi đó, những con người ấy đã cùng trở về cao nguyên xưa, nơi họ cùng chơi với nhau 10 năm trước. Đồng thời khám phá thêm về quyển sách kể câu chuyện của những chiếc chìa khóa, và gợi nhớ lại những gì đã thực sự xảy ra. Kosaki sau cùng cũng gạt được sự nhút nhát mà tỏ tình với Raku. Và Raku cũng nhận ra Kosaki là cô gái mà mình hẹn ước. Dù tiếc nuối nhưng Kosaki cũng như bản thân Raku hiểu rằng người mà cậu yêu thật sự bây giờ là Chitoge, và trao lại chìa khóa cho cậu. Mở chiếc ổ khóa và đọc lại lời nhắn năm xưa, Raku đau khổ khi phải bỏ lại những nuối tiếc của mối tình đơn phương cũ, nhưng cậu cũng hiểu mình phải có trách nhiệm và quyết định tỏ tình với Chitoge. Chitoge cũng nhận ra rằng mình đã yêu Raku rất nhiều và không muốn chạy trốn nữa. Hai người chính thức thành cặp đôi thật sự.
Vài năm sau, Raku kế thừa Shuei-gumi đồng thời làm công chức, Chitoge cũng trở thành nhà thiết kế thời trang nổi tiếng. Những người khác cũng đã có những ổn định trong cuộc sống. Raku và Chitoge gặp lại nhau ở cao nguyên xưa, lập lời hẹn ước mới với cặp khóa mới, trước khi tổ chức kết hôn và trở thành vợ chồng.

## Nhân vật
Ichijō Raku (一条 楽)
Lồng tiếng bởi: Uchiyama Kōki
Raku là một học sinh trung học khao khát theo đuổi sự nghiệp là một công chức bình thường khi anh tốt nghiệp, mặc dù anh là con trai duy nhất của một gia tộc Yakuza. Anh bị buộc phải có mối quan hệ giả tạo với Chitoge, giả làm người yêu của cô để giữ mối quan hệ giữa bang của anh và bang của cô hòa bình. Anh có cảm tình với Kosaki và cô cũng vậy nhưng cả hai quá ngại ngùng để thừa nhận nó. Anh có đeo một dây chuyền có hình chiếc ổ khóa tượng trưng cho lời hứa tình yêu mà anh đã hứa với một cô gái mười năm trước khi cùng cha đi du lịch nước ngoài và hy vọng có thể đoàn tụ với cô gái đang giữ chiếc chìa khóa. Anh thể hiện sự quan tâm và tử tế đến các cô gái nhưng vẫn không chắc chắn về cô gái mà anh thích nhất. Raku có tài năng nấu nướng và nội trợ, và vì ghét bạo lực nên anh không giỏi chiến đấu.
Kirisaki Chitoge (桐崎 千棘)
Lồng tiếng bởi: Toyama Nao
Chitoge là một học sinh mang dòng máu lai Nhật-Mỹ và là con gái của thủ lĩnh nhóm Beehive Gangsters. Cô có mái tóc đặc trưng màu vàng óng và luôn thắt một chiếc ruy băng đỏ. Cô rất là tsundere, luôn luôn tỏ ra khó chịu với Raku, người hay gọi cô là khỉ đột vì cô hay đánh hay đá Raku nhưng phải giả vờ là người yêu của anh để ngăn chiến tranh giữa các băng nhóm, cô rất thông minh và hầu hết có thể làm mọi thứ trừ nấu nướng. Cô và mẹ có mối quan hệ "lạnh nhạt" vì mẹ cô chỉ quan tâm đến công việc, cho đến khi Raku giúp cả hai làm hòa với nhau vào Giáng sinh, dần dần cô gần nảy sinh tình cảm với anh và trở nên ghen tị khi những cô gái như Marika thể hiện tình cảm công khai với Raku. Cô cũng giữ một chiếc chìa khóa có khả năng mở được ổ khóa của Raku.
Onodera Kosaki (小野寺 小咲)
Lồng tiếng bởi: Hanazawa Kana
Kosaki là một người bạn cùng lớp với Raku, rất tốt bụng và ngọt ngào. Cô có mái tóc nâu sẫm dài ngang vai và đôi mắt nâu hạt dẻ. Mặc dù Raku thích cô, cô lại không tiết lộ rằng cô cũng thích anh. Cô cũng mang một chiếc chìa khóa có thể mở khóa cái ổ khóa của Raku. Gia đình cô sở hữu một cửa hàng bán đồ tráng miệng truyền thống nơi cô có thể trang trí nhưng món ăn vặt đẹp mắt, nhưng cô lại khá dở trong việc nấu ăn. Cô không giỏi về mặt học tập như bạn bè, nhưng đã học tập chăm chỉ để vào cùng trường trung học với Raku. Cô và Raku có tính cách giống nhau, thể hiện sự quan tâm đến người khác, nhưng lại ngại ngùng khi thổ lộ tình cảm của cả hai.
Maiko Shū (舞子 集)
Lồng tiếng bởi: Kaji Yūki
Shū là bạn thân nhất của Raku. Anh sẽ thích làm bất cứ điều gì để được cười và thường đưa ra những bình luận biến thái mà không xấu hổ. Anh nhận thức được các mối quan hệ của Raku, ngay lập tức biết rằng Raku không thực sự hẹn hò với Chitoge, rằng Raku và Kosaki có tình cảm thầm kín với nhau. Anh không bày tỏ sự quan tâm lãng mạn đến bạn bè của Raku, nhưng trong một câu chuyện, anh đã phải lòng giáo viên chủ nhiệm Kyoko của lớp anh.
Claude Ringhart (クロード・リングハルト Kurōdo Ringuharuto)
Lồng tiếng bởi: Koyasu Takehito
Claude là phó thủ lĩnh trong băng đảng Beehive dưới trướng của bố Chitoge, thường quan tâm và bảo vệ thái quá cô chủ của mình. Anh là một trong số ít nhân vật nghi ngờ mối quan hệ giữa Raku và Chitoge là giả. Anh thường xuyên theo dõi Chitoge để đảm bảo Raku không lợi dụng cô. Anh cực ghét Raku. Chitoge nói rằng khi cô còn nhỏ, cô không thể kết bạn vì sự bảo bọc quá mức của Claude.
Miyamoto Ruri (宮本 るり)
Lồng tiếng bởi: Uchiyama Yumi
Ruri là bạn thân nhất của Kosaki. Cô thường nói những gì xảy ra trong đầu, và tích cực thúc đẩy Kosaki đến gần Raku hơn, thiết lập nhiều kịch bản để giúp bạn cô. Cô thường xuyên đánh Shu vì những lời bình luận đồi bại của anh, mặc dù đôi khi cô cũng tôn trọng những gì anh phải nói. Trong những chương sau, cô nhận ra mình đã yêu Shu khi bị cuốn vào cuộc đấu tranh nội tâm của anh.
Tsugumi Seishirō (鶫 誠士郎)
Lồng tiếng bởi: Komatsu Mikako
"Black Tiger" Tsugumi là một nữ sát thủ được nuôi dưỡng và huấn luyện bởi Claude, là người hầu bên cạnh Chitoge khi còn nhỏ. Ban đầu được giới thiệu là học sinh chuyển trường trong lớp của Chitoge, cô thích mặc áo sơ mi và quần tây của đồng phục nam sinh (để dễ giấu vũ khí), và bị Raku và những người khác nhầm là con trai (thực tế là ngay cả Claude cũng tưởng cô là con trai nên đã đặt cho cô cái tên "Seishirō" chỉ dành cho nam ở Nhật Bản, nên thân phận nữ giới của cô chỉ có Chitoge biết). Sau này để phân biệt cô là con gái, Chitoge đeo cho cô một chiếc nơ màu xanh dương trên đầu. Nghi ngờ Chitoge bị Raku ép buộc vào mối quan hệ, cố gắng chống lại anh. Cô và Chitoge là bạn thời thơ ấu; cô cố gắng giữ lời hứa mười năm trước là trở nên mạnh mẽ để bảo vệ Chitoge. Sau khi Raku đối xử tốt với cô, cô bắt đầu nảy sinh tình cảm với anh, mặc dù cô quá cứng đầu và xấu hổ khi thừa nhận điều đó. Cô chia sẻ sự cạnh tranh với "White Fang" Paula McCoy. Cô học hành rất tốt, Raku thỉnh thoảng tâm sự với cô ấy như một người bạn tốt và cũng là một người đưa lời khuyên trong chuyện tình cảm.
Tachibana Marika (橘 万里花)
Lồng tiếng bởi: Asumi Kana
Marika chuyển đến lớp của Raku và tự xưng mình là vợ chưa cưới của Raku-sama (cô hay gọi anh như vậy); cô cũng mang một chiếc chìa khóa mà cô nghĩ sẽ mở khóa mặt ổ khóa của Raku, và là người hay công khai nhất trong việc bày tỏ tình yêu của mình với Raku. Cô là con gái của ủy viên cảnh sát và đã yêu Raku trong mười năm qua. Cô không thích làm thân với Chitoge; cô nói rằng mình ghét những cô gái để tóc dài mặc dù thực tế là cô cũng để tóc dài. Mặc dù cô có tiếng là một chiến binh, cô lại có một cơ thể yếu ớt; 10 năm trước, cô được Raku đến thăm trong bệnh viện vì bệnh yếu ớt của cô, người hay mang quà cho cô và kết bạn với cô. Bởi vì Raku đề cập rằng anh thích một cô gái nữ tính với mái tóc dài, cô để tóc dài và cố gắng nói chuyện lịch sự và nữ tính. Tình trạng sức khỏe ngày càng tồi tệ của cô đã thúc đẩy bản thân cô dành nhiều thời gian cho Raku nhất có thể trong khi che giấu nó từ anh.
Paula McCoy (ポーラ・マッコイ Pōra Makkoi)
Lồng tiếng bởi: Numakura Manami
Paula là sát thủ của băng đảng Beehive từng được đào tạo ở Mỹ; bí danh của cô là "White Fang". Cô là đồng nghiệp của Tsugumi, người mà cô coi là đối thủ của mình. Cô buồn vì Tsugumi đã trở nên mềm yếu sau khi sang Nhật. Khi cô thách đấu Tsugumi trong một trận đấu với mục tiêu là cướp nụ hôn từ Raku, cuối cùng cô thua cuộc và phải từ bỏ Seishirou trở về Mỹ cùng cô. Sau đó, cô trở lại Nhật Bản với tư cách là học sinh tại trường của Tsugumi. Sau khi thấy Tsugumi tỏ ra ngại ngùng và xấu hổ khi ở gần Raku, cô đã đặt ra những tình huống lãng mạn khi hai người ở bên nhau. Sau đó, cô kết bạn với mọi người sau khi nói chuyện với Haru.
Onodera Haru (小野寺 春)
Lồng tiếng bởi: Sakura Ayane
Em gái của Kosaki, nhỏ hơn một tuổi. Trên đường đến trường, cô được một hoàng tử bí ẩn (thực ra là Raku) cứu khỏi một số kẻ du côn và kết thúc là cô giữ cái ổ khóa của anh vì anh làm mất nó. Ấn tượng đầu tiên của cô về Raku là cực ghét vì cô tin rằng anh là một kẻ lăng nhăng đang cố lừa chị gái cô, một yakuza nguy hiểm, và một kẻ biến thái vì nhìn thấy quần lót của mình. Cô cũng từ chối trả lại ổ khoá cho đến khi Raku thuyết phục cô rằng sẽ giúp cô tìm thấy hoàng tử của mình. Không giống như chị gái, cô là một đầu bếp giỏi. Sau đó, cô tiết lộ rằng cô đã được giúp đỡ bởi một chàng trai trong trang phục linh vật (cũng là Raku), người đã đãi cô bằng kem vani. Haru cuối cùng cũng đối xử bình đẳng với Raku và nhận ra rằng cô cũng cũng đã yêu anh, mặc dù cô thà đặt tình cảm của mình sang một bên để hỗ trợ chị gái của mình. Tuy nhiên, những nỗ lực của cô để khiến chị gái và Raku xích lại gần nhau thường xuyên phản tác dụng và dẫn đến việc cô bên cạnh thường xuyên hơn với Raku (khiến cô mất bình tĩnh).
Ayakaji Suzu (彩風 涼)
Lồng tiếng bởi: Koiwai Kotori
Suzu Ayakaji, còn được gọi là Fuu (風), là bạn thân và là bạn cùng lớp của Haru và cũng là một trong những bạn học của Paula McCoy. Fuu có làn da trắng sáng với đôi mắt màu chàm. Cô có mái tóc dày và màu nâu sẫm được thắt bím với một dải ruy băng màu hồng ở bên trái tóc. Fuu rất tốt bụng và hiểu chuyện. Cô cố gắng hết sức để làm cho bạn bè của mình hạnh phúc và ủng hộ họ. Cô thực sự mong Haru, bạn mình được hạnh phúc. Haru nói rằng cô cũng hơi kỳ lạ vào những lúc như khi cô yêu cầu Haru làm mẫu cho mình và bị chảy máu mũi. Khi Haru bắt đầu có tình cảm với Raku, Fuu có thể hiểu được tình cảm của bạn cô dành cho anh và cố gắng tìm ra những tình huống mà cô và Raku có thể ở bên nhau.
Kanakura Yui (奏倉 羽)
Lồng tiếng bởi: Horie Yui
Yui là bạn thời thơ ấu của Raku và là người đứng đầu băng mafia Char Siu đến từ Trung Quốc. Họ của cô là tiếng Nhật nhưng tên được gọi bằng tiếng Trung (pinyin: Yǔ). Cô trở lại Nhật Bản sau vài năm ở nước ngoài. Cô cũng biết Chitoge, Kosaki và Marika vì gặp họ từ bé và giống như họ, giữ một chiếc chìa khóa có khả năng có thể mở khóa của Raku. Mặc dù cô chỉ lớn hơn Raku hai tuổi, nhưng cô đã trở thành chủ nhiệm và giáo viên tiếng Anh của Raku. Cô cũng có tình cảm với Raku nhưng anh chỉ coi cô như chị gái của mình.

## Các phiên bản chuyển thể

### Manga
Nisekoi được viết và minh họa bởi Komi Naoshi và lúc đầu được xuất bản dưới dạng manga one-shot trong tạp chí thường niên Jump NEXT! của nhà xuất bản Shueisha vào ngày 8 tháng 1 năm 2011, trước khi trở thành một series trong tạp chí Weekly Shōnen Jump vào 7 tháng 11 năm 2011. Vào tháng 11 năm 2011, Shueisha đã xuất bản trực tuyến tập đầu tiên, đã được dịch sang tiếng Anh. Bộ manga đã được Viz Media mua bản quyền bản tiếng Anh, và được xuất bản trên tạp chí điện tử Weekly Shonen Jump của họ từ 26 tháng 11 năm 2012, với tiêu đề: Nisekoi: False Love.

### Tiểu thuyết
Một loạt tiểu thuyết hai tập, có tựa đề Nisekoi: Urabana, được xuất bản bởi nhà xuất bản Shueisha dưới nhánh nhà xuất bản Jump j-Books của họ. Cuốn tiểu thuyết được viết bởi Tanaka Hajime và minh họa bởi Komi Naoshi. Tập đầu tiên đã được xuất bản vào ngày 4 tháng 6 và tập thứ hai vào 28 tháng 12 năm 2013.

### Anime
Một bộ anime được sản xuất bởi hãng phim Shaft, do đạo diễn Shinbo Akiyuki thực hiện đã chính thức phát sóng từ ngày 11 tháng 1 năm 2014. Bài hát mở đầu là "Click" do ClariS trình bày, và bài hát kết thúc mang tên "Heart Pattern" được hát bởi Toyama Nao, dưới tên nhân vật của mình là Kirisaki Chitoge.
Vào ngày 1 tháng 4 năm 2015, hãng phim Shaft bất ngờ tung ra thông tin về sự hợp tác giữa Nisekoi và Monogatari. Một hình ảnh và một đoạn video giới thiệu ngắn đã được công bố trên website chính thức của Nisekoi, tuy nhiên nhiều người cho rằng đây chỉ là một trò đùa ngày cá tháng tư của hãng và sự thật là không có một màn hợp tác nào cả.

## Doanh thu

### Manga
| Tập | Hạng | Ghi chú | Tham khảo |
| --- | ---- | ------- | --------- |
| 1   | 13   |         | [ 7 ]     |
| 2   | 12   | 2 tuần  | [ 8 ]     |
| 3   | 10   | 2 tuần  | [ 9 ]     |
| 4   | 9    | 2 tuần  | [ 10 ]    |
| 5   | 8    | 3 tuần  | [ 11 ]    |
| 6   | 9    | 2 tuần  | [ 12 ]    |
| 7   | 6    | 2 tuần  | [ 13 ]    |
| 8   | 5    | 2 tuần  | [ 14 ]    |
| 9   | 8    | 3 tuần  | [ 15 ]    |
| 10  | 6    | 3 tuần  | [ 16 ]    |
| 11  | 8    | 3 tuần  | [ 17 ]    |
| 12  | 6    | 3 tuần  | [ 18 ]    |
| 13  | 4    | 3 tuần  | [ 19 ]    |
| 14  | 6    | 3 tuần  | [ 20 ]    |

| Tập | Hạng | Ghi chú | Tham khảo     |
| --- | ---- | ------- | ------------- |
| 1   | 5    | 4 tuần  | [ 21 ] [ 22 ] |
| 2   | 3    | 3 tuần  | [ 23 ] [ 24 ] |
| 3   | 7    | 3 tuần  | [ 25 ]        |
| 4   | 3    | 3 tuần  | [ 26 ]        |
| 5   | 4    | 2 tuần  | [ 27 ]        |
| 6   | 2    | 3 tuần  | [ 28 ]        |
| 7   | 8    | 1 tuần  | [ 29 ]        |
| 8   | 4    | 3 tuần  | [ 30 ] [ 31 ] |